# Гай Вибий Панса Цетрониан
Гай Ви́бий Па́нса Цетрониа́н (лат. Gaius Vibius Pansa Caetronianus; умер 22 или 23 апреля 43 года до н. э., Бонония, Римская республика) — римский политический деятель и военачальник, консул 43 года до н. э. Со времени Галльской войны принадлежал к окружению Гая Юлия Цезаря. Защищал интересы этого политика в качестве народного трибуна в 51 году до н. э., а во время гражданских войн предположительно участвовал в Фарнаковой войне (47 год до н. э.) и второй испанской кампании (45 год до н. э.). Управлял Вифинией и Цизальпийской Галлией, был заранее назначен консулом на 43 год до н. э. После убийства Цезаря в марте 44 года до н. э. начал склоняться к союзу с республиканцами, которых поддерживало сенатское большинство. Вместе со своим коллегой Авлом Гирцием и Октавианом возглавил армию, действовавшую против цезарианца Марка Антония в рамках Мутинской войны. В сражении у Галльского форума в апреле 43 года до н. э. был тяжело ранен и вскоре умер.

## Биография

### Происхождение
Вибии — плебейский род, представители которого упоминаются в источниках, начиная с III века до н. э. Предположительно, их родиной был Бруттий на юге Италии. В конце II века до н. э. Вибии появились в Риме, где один из них получил претуру около 103 года до н. э. Носители когномена «Панса» (Pansa) стали наиболее выдающейся ветвью рода, но они получили римское гражданство, по-видимому, уже в эпоху гражданских войн. Около 87 года до н. э. должность монетария занимал Гай Вибий Панса, сын Гая; предположительно, именно он был отцом Гая Вибия Пансы Цетрониана, консула 43 года до н. э. Когномен «Цетрониан» (Caetronianus), образованный от номена этрусского происхождения, упоминается только в одной надписи (CIL VI 37077).
Достоверно об отце Пансы Цетрониана известно, что он носил преномен Гай, во время гражданских войн 80-х годов до н. э. примкнул к марианцам, а потому после победы Суллы оказался в проскрипционных списках. Для его потомков это означало лишение политических прав.
Британский антиковед Рональд Сайм предположил, что родиной Пансы была Перузия, — не озвучив, правда, аргументы в пользу этой гипотезы.

### Ранние годы и начало карьеры
О молодости Гая Вибия ничего не известно. Как сын проскрибированного он не мог быть полноценным гражданином Рима после 82 года до н. э.; тем не менее известно, что Панса начал свою карьеру прежде, чем Гай Юлий Цезарь отменил соответствующий сулланский закон. В связи с этим появилась гипотеза, что в 70-е годы до н. э. Панса присоединился к мятежу Марка Эмилия Лепида, а потом воевал в Испании на стороне Марка Перперны и Квинта Сертория. В этом случае он мог в 72 году до н. э., после подавления мятежа, получить согласно Плотиеву закону и помилование, и гражданские права во всей их полноте. Панса мог иметься в виду наряду с другими у Светония в рассказе о том, как Цезарь в 70 году до н. э. «воспользовался постановлением Плотия, чтобы вернуть в Рим Луция Цинну… и всех, кто вместе с ним во время гражданской войны примкнул к Лепиду, а после смерти Лепида бежал к Серторию». Если всё было именно так, то Гай Вибий был очень многим обязан Цезарю с самого начала своей жизни в Риме.
Существует гипотеза, что в 69 году до н. э. Панса занимал пост монетария. Но большинство исследователей полагает, что сохранившиеся денарии с его именем были отчеканены позже — по разным версиям, в 49, 49/48 или 43 году до н. э., — и что это не было связано со специальной должностью.
Первые упоминания о Пансе относятся к 59 году до н. э.: Гай Скрибоний Курион Старший в одном из своих сочинений начинает повествование с того, как он выходит с заседания сената, на котором председательствовал консул Гай Юлий Цезарь, вместе с сыном и Гаем Вибием. Некоторые историки делают из этого вывод, что Панса к тому моменту уже был сенатором и квесторием (бывшим квестором). Другие обращают внимание на тот факт, что Курион-старший рассказывает своим спутникам о случившемся на заседании (то есть их в курии не было), и на то, что Курион-младший в 59 году до н. э. ещё не мог быть сенатором в силу возраста.
Известно, что в 54 году до н. э. Гай Вибий находился в Риме и советовал Марку Туллию Цицерону защищать в суде Авла Габиния, но тот не последовал этому совету. В начале 53 года до н. э. Панса уже служил в галльской армии Цезаря: он сообщил Цицерону из Самаробривы, что их общий друг Гай Требаций Теста стал эпикурейцем. В то же время в Галлии служили Авл Гирций (впоследствии коллега Пансы по консулату) и Квинт Туллий Цицерон (брат Марка), составивший о Гирции и Пансе плохое мнение. Спустя 9 лет Квинт писал: «Хорошо знаю, что они преисполнены сластолюбия и вялости, свойственных крайне изнеженным душам… Трудно поверить, что́, по моим сведениям, делали они на летних квартирах, расположенных против лагеря галлов».
В каком качестве пребывал Панса в Галлии, неясно. Легатом он, по-видимому, не был и не позже, чем в следующем году (52 до н. э.), вернулся в Рим. Там он был избран народным трибуном на 51 год до н. э.. В этом качестве Гай Вибий проявил себя как сторонник Цезаря. В частности, 29 сентября он вместе с несколькими своими коллегами (Луцием Виницием, Публием Корнелием, Гаем Целием) наложил вето на попытку сената рассмотреть вопрос о консульских провинциях и в перспективе досрочно лишить Цезаря его командования в Галлии.

### В окружении Цезаря
Когда конфликт между Цезарем и Гнеем Помпеем Великим перерос в гражданскую войну, Панса остался на стороне Цезаря. Он не занимал видных командных постов и вообще нечасто упоминается в источниках в эти годы (49—45 годы до н. э). Известно, что Гай Вибий пребывал в Риме в ноябре 48 года до н. э.; возможно, именно на этот год приходится его претура. Он был в Риме и Италии и в августе-сентябре 47 года до н. э., когда встретился с Цицероном (тот в это время жил в Брундизии). К тому моменту Панса был провозглашён императором и получил от Цезаря право на ликторское сопровождение; возможно, в 47 году он принимал участие в войне с Фарнаком Понтийским и там отличился, а потом ненадолго съездил в Италию.
Осенью 47 года до н. э. Цезарь назначил Гая Вибия наместником Вифинии (предположительно с полномочиями проконсула). Возможно, именно на пути туда Панса навестил Цицерона в Брундизии. В провинции он провёл примерно год, и в это время монеты с его именем чеканились в Никее, Никомедии, Апамее. В октябре 46 года до н. э. Гай Вибий снова был в Риме; он стал участником резонансного судебного процесса Квинта Лигария. Этого бывшего помпеянца обвиняли в умалении величия римского народа, а точнее — в союзе с царём Нумидии Юбой II. Панса стал, по-видимому, вторым обвинителем (после Квинта Элия Туберона). Защитную речь произнёс Цицерон, и она была так хороша, что Цезарь, изначально настроенный против Лигария, вынес оправдательный приговор.
Примерно в это время Цицерон открыл у себя дома своеобразную школу, в которой учились красноречию видные цезарианцы. Квинтилиан называет в числе таковых, помимо Авла Гирция и Публия Корнелия Долабеллы, и Гая Вибия Пансу; но исследователи обратили внимание на тот факт, что в письмах самого Цицерона упоминаются как его ученики только Долабелла и Гирций. Существует вероятность того, что либо Квинтилиан ошибся, либо Панса был только эпизодическим гостем в цицероновой школе. Гай Вибий заслужил в эти месяцы (в конце 46 года до н. э.) добрую славу в Риме. «Он многим облегчил их несчастья, и потому, что в этих бедах он себя показал человеком, честные люди оказывали ему удивительное расположение». Панса обладал большим влиянием на Цезаря, которое старался использовать в благих целях; в частности, он добился помилования для Тита Ампия Бальба.
В последние дни 45 года до н. э. Гай Вибий спешно покинул Рим. Источники не сообщают, куда он отправился, но в соответствующем письме Цицерона говорится об Испании, где Цезарь вёл тогда (на первых порах не очень успешно) очередную кампанию: «Ничего нового, но ждут очень многого; слухи несколько печальные, но из неизвестных источников». Поэтому существует гипотеза, что Панса поехал именно в Испанию, чтобы ненадолго присоединиться там к окружению Цезаря. Так поступил его будущий коллега по консулату Авл Гирций, который провёл в Испании несколько месяцев, а в апреле 45 года до н. э. стал наместником Трансальпийской Галлии; Гай Вибий же в конце марта получил в управление соседнюю провинцию — Цизальпийскую Галлию. Предположительно у него были проконсульские полномочия.
Предшественником Пансы на посту наместника был Марк Юний Брут. Никаких подробностей о пребывании Гая Вибия в Цизальпийской Галлии античные авторы не приводят. Известно, что в этот период Цезарь назначил его одним из консулов на 43 год до н. э. (вместе с Авлом Гирцием).

### Консулат и гибель
Вскоре после убийства Цезаря, в середине или даже в начале апреля 44 года до н. э., Панса прибыл в Рим. Этого требовали непростая обстановка в столице и высокое положение Гая Вибия: как консул-десигнат 43 года до н. э., заранее получивший эту должность от диктатора, он считался одним из первых лиц цезарианской «партии». В течение 44 года до н. э. Панса упоминается в источниках исключительно вместе со вторым консулом-десигнатом Авлом Гирцием. Согласно Веллею Патеркулу, эти двое постоянно убеждали Цезаря, «что принципат, приобретенный оружием, нужно и удерживать оружием», но тот не прислушивался к их советам. После гибели диктатора будущие консулы поменяли свою позицию. Они выступали за компромисс между двумя противоборствующими группировками (радикальными цезарианцами и республиканцами, за которыми стояло сенатское большинство) и постепенно склонялись к союзу с сенатом. Цицерон не верил в прочность такого союза, полагая, что Гай и Авл так же, как другие цезарианцы, скорбят по убитому диктатору и жаждут новой гражданской войны. А Квинт Цицерон в частной переписке высказывал опасения, что Панса и Гирций примкнут к Антонию и что оба они являются угрозой для республики: «если они не отойдут от кормила, предвижу величайшую опасность вследствие всеобщего кораблекрушения».
Накануне принятия Пансой и Гирцием консульских полномочий стала неизбежной очередная гражданская война. Неформальный глава цезарианской «партии» Марк Антоний решил силой занять Цизальпийскую Галлию, которой правил тогда один из убийц Цезаря Децим Юний Брут Альбин. Цицерон в ответ на это произнёс 20 декабря 44 года до н. э. на заседании сената Третью филиппику, в которой объявил Антония «тираном» и «врагом отечества», а о Гае Вибии и Гирции отозвался как об истинных республиканцах. Сразу после 1 января (дня, в который новые консулы приняли власть) Гирций вместе с приёмным сыном Цезаря Октавианом направился на север Италии, чтобы двинуть армию против осадившего Мутину Антония, а Панса на время остался в Риме — набирать новые легионы.
19 марта 43 года до н. э., когда все попытки достигнуть компромисса с Антонием были исчерпаны, а защитники Мутины уже начинали голодать, Гай Вибий с четырьмя легионами выступил из Рима на север. На подходе к Мутине, у Галльского Форума, он встретился с высланными ему навстречу Марсовым легионом и двумя преторианскими когортами Гирция. Сразу после этого, 14 апреля, на его армию напал Марк Антоний. Сражение, развернувшееся в болотах, было крайне ожесточённым и кровопролитным; Панса, участвовавший в схватке, был тяжёло ранен копьём в пах, и его солдаты, узнав об этом, обратились в бегство.
В целом успех сопутствовал сенатским армиям: в тот же день Гирций напал на антонианцев и разгромил их. Солдаты провозгласили императорами Пансу, Гирция и Октавиана (последний во время битвы охранял лагерь). Сенат позже назначил по случаю победы благодарственные молебствия. 21 апреля была одержана новая победа, после которой Антонию пришлось снять осаду с Мутины и уйти к Альпам. Но Гирций в этой битве погиб, а 22 или 23 апреля в Бононии умер от своей раны и Гай Вибий. Это был первый случай в истории Рима, когда на войне погибли оба консула.
Октавиан после торжественной церемонии отправил тела консулов в Рим, и они были погребены на Марсовом поле, к северу от Театра Помпея. Валерий Максим рассказывает, что похоронные агентства отказались брать деньги, так как консулы «пали в сражении на благо республики». Позже политические враги Октавиана утверждали, что именно он организовал убийство Пансы и Гирция, чтобы «захватить начальство над победоносными войсками». В рану Гая Вибия якобы был влит яд, и Светоний даже рассказывает, что по подозрению в таком деянии был арестован врач консула Гликон. По-видимому, эти рассказы — всего лишь политическая пропаганда.
Известно, что на момент смерти Панса был членом жреческой коллегии авгуров. Предположительно его избрание состоялось после 48 года до н. э.

## Семья
Гай Вибий был женат на дочери цезарианского военачальника Квинта Фуфия Калена, консула 47 года до н. э.

## Оценки личности и деятельности
В современных Гаю Вибию источниках сохранился ряд негативных суждений о нём, которые исходят от представителей других политических группировок. В частности, это слова Квинта Туллия Цицерона о «сластолюбии», «вялости», об опасности для республики, исходящей от Пансы. Марк Цицерон до убийства Цезаря оценивал личность и деятельность Пансы негативно, а после видел в нём человека миролюбивого, придерживающегося разумных политических взглядов; при этом он не ожидал от Пансы каких-то эффективных действий на благо республики. «Какая может быть надежда на Пансу, увлечённого попойками и сном?» — спросил Цицерон в одном из писем. Рональд Сайм даже полагает, что Цицерон, публично говоря о Пансе с уважением, в своём близком кругу высмеивал его.
Российский исследователь Алексей Егоров причисляет Гая Вибия к «неоконсерваторам» или «неореспубликанцам» в окружении Цезаря. Это центристы, сохранявшие связи с помпеянскими кругами, но в то же время преданные диктатору; люди консервативных убеждений, сторонники твёрдой власти, стоявшие у истоков идеологии Принципата. Кроме Пансы, Егоров относит к этой группе Авла Гирция, Луция Корнелия Бальба, Гая Оппия, Гая Матия.